# Les Villards-sur-Thônes
Les Villards-sur-Thônes é uma comuna francesa na região administrativa de Auvérnia-Ródano-Alpes, no departamento da Alta Saboia. Estende-se por uma área de 13.32 km². Em 2010 a comuna tinha 1 103 habitantes (densidade: 82,8 hab./km²).